# Unification2 Melody from Minori Chihara〜nostalgia〜
『Unification2 Melody from Minori Chihara 〜nostalgia〜』（ユニフィケーション・ツー・メロディー・フロム・ミノリ・チハラ・ノスタルジア）は、Crustaceaの2枚目のカバーアルバム。2011年2月23日にGloryHeavenから発売された。

## 概要
前作「Unification」と同じく、声優アーティストの茅原実里の楽曲をカバーしたインストゥルメンタルアルバム。楽曲のアレンジはすべて室屋光一郎が行っている。CDジャーナルは、「切ない曲、ラグタイムの曲などの多彩な楽曲を美しく優雅に表現している作品である。」と評した。

## 収録曲
（全編曲：Crustacea）
1. Contact [4:22] 
作曲：菊田大介（Elements Garden）
2. 詩人の旅 [4:09]
作曲：菊田大介（Elements Garden）
3. Melty tale storage [5:47]
作曲：菊田大介（Elements Garden）
4. Sunshine flower [5:42]
作曲：俊龍
5. mezzo forte [5:38]
作曲：俊龍
6. 蒼い孤島 [5:29]
作曲：俊龍
7. 一等星 [5:26]
作曲：茅原実里